# Ван Виссен, Фонс
Герардюс Якобюс Алфонсюс (Фонс) ван Виссен (нидерл. Gerardus Jacobus Alphonsus "Fons" van Wissen; 21 марта 1933, Маргратен, Лимбург — 7 июля 2015, Бест, Северный Брабант) — нидерландский футболист, игравший на позиции полузащитника. На клубном уровне известен как игрок ПСВ и «Хелмонд Спорт».
За сборную Нидерландов дебютировал 28 апреля 1957 года в товарищеском матче против Бельгии и сыграл в общей сложности 30 матчей, забив 4 гола. В 13 встречах Фонс выводил команду в качестве капитана сборной. Последняя игра за сборную — против команды Албании.
После выхода на пенсию ван Виссен владел спортивным магазином в Эйндховене. Умер в июле 2015 года.

## Статистика

### Матчи ван Виссена за сборную Нидерландов
| Матчи ван Виссена за сборную Нидерландов | Матчи ван Виссена за сборную Нидерландов | Матчи ван Виссена за сборную Нидерландов | Матчи ван Виссена за сборную Нидерландов | Матчи ван Виссена за сборную Нидерландов | Матчи ван Виссена за сборную Нидерландов |
| ---------------------------------------- | ---------------------------------------- | ---------------------------------------- | ---------------------------------------- | ---------------------------------------- | ---------------------------------------- |
| №                                        | Дата                                     | Соперник                                 | Счёт                                     | Голы ван Виссена                         | Соревнование                             |
| 1                                        | 28 апреля 1957                           | Бельгия                                  | 1:1                                      | —                                        | Товарищеский матч                        |
| 2                                        | 26 мая 1957                              | Австрия                                  | 2:3                                      | —                                        | Чемпионат мира 1958 (отбор)              |
| 3                                        | 17 ноября 1957                           | Бельгия                                  | 5:2                                      | 1                                        | Товарищеский матч                        |
| 4                                        | 13 апреля 1958                           | Бельгия                                  | 7:2                                      | 1                                        | Товарищеский матч                        |
| 5                                        | 23 апреля 1958                           | Нидерландские Антильские острова         | 8:1                                      | 2                                        | Товарищеский матч                        |
| 6                                        | 28 мая 1958                              | Норвегия                                 | 0:0                                      | —                                        | Товарищеский матч                        |
| 7                                        | 28 сентября 1958                         | Бельгия                                  | 3:2                                      | —                                        | Товарищеский матч                        |
| 8                                        | 15 октября 1958                          | Дания                                    | 5:1                                      | —                                        | Товарищеский матч                        |
| 9                                        | 2 ноября 1958                            | Швейцария                                | 2:0                                      | —                                        | Товарищеский матч                        |
| 10                                       | 21 октября 1959                          | ФРГ                                      | 0:7                                      | —                                        | Товарищеский матч                        |
| 11                                       | 30 октября 1960                          | Чехословакия                             | 0:4                                      | —                                        | Товарищеский матч                        |
| 12                                       | 22 марта 1961                            | Бельгия                                  | 6:2                                      | —                                        | Товарищеский матч                        |
| 13                                       | 14 мая 1961                              | ГДР                                      | 1:1                                      | —                                        | Чемпионат мира 1962 (отбор)              |
| 14                                       | 9 мая 1962                               | Северная Ирландия                        | 4:0                                      | —                                        | Товарищеский матч                        |
| 15                                       | 16 мая 1962                              | Норвегия                                 | 1:2                                      | —                                        | Товарищеский матч                        |
| 16                                       | 5 сентября 1962                          | Нидерландские Антильские острова         | 8:0                                      | —                                        | Товарищеский матч                        |
| 17                                       | 26 сентября 1962                         | Дания                                    | 1:4                                      | —                                        | Товарищеский матч                        |
| 18                                       | 14 октября 1962                          | Бельгия                                  | 0:2                                      | —                                        | Товарищеский матч                        |
| 19                                       | 11 ноября 1962                           | Швейцария                                | 3:1                                      | —                                        | Чемпионат Европы 1964 (отбор)            |
| 20                                       | 3 марта 1963                             | Бельгия                                  | 0:1                                      | —                                        | Товарищеский матч                        |
| 21                                       | 31 марта 1963                            | Швейцария                                | 1:1                                      | —                                        | Чемпионат Европы 1964 (отбор)            |
| 22                                       | 17 апреля 1963                           | Франция                                  | 1:0                                      | —                                        | Товарищеский матч                        |
| 23                                       | 20 октября 1963                          | Бельгия                                  | 1:1                                      | —                                        | Товарищеский матч                        |
| 24                                       | 30 октября 1963                          | Люксембург                               | 1:2                                      | —                                        | Чемпионат Европы 1964 (отбор)            |
| 25                                       | 22 марта 1964                            | Бельгия                                  | 0:0                                      | —                                        | Товарищеский матч                        |
| 26                                       | 12 апреля 1964                           | Австрия                                  | 1:1                                      | —                                        | Товарищеский матч                        |
| 27                                       | 29 апреля 1964                           | Швеция                                   | 0:1                                      | —                                        | Товарищеский матч                        |
| 28                                       | 24 мая 1964                              | Албания                                  | 2:0                                      | —                                        | Чемпионат мира 1966 (отбор)              |
| 29                                       | 30 сентября 1964                         | Бельгия                                  | 0:1                                      | —                                        | Товарищеский матч                        |
| 30                                       | 25 октября 1964                          | Албания                                  | 2:0                                      | —                                        | Чемпионат мира 1966 (отбор)              |

Итого: 30 матчей / 4 гола; 13 побед, 7 ничьих, 10 поражений.

## Достижения
ПСВ
- Чемпион Нидерландов: 1962/63